# 津田三郎
津田 三郎（つだ さぶろう、本名：樋口 雄介、1933年 - 2011年11月11日）は、日本の作家。

## 略歴
東京府出身。中央大学卒業。新聞記者・雑誌編集者を経て作家活動に入る。1979年小説『雑兵物語』で第1回1000ドル賞を受賞。
2011年11月11日、京都市東山区の自宅で火災のため死去。78歳没。

## 著書
- 『雑兵物語』 創芸社 1980.1
- 『考証・切支丹が来た島：女殉教者ジュリアをめぐって』 現代書館 1981.10
- 『家康誅殺』 光風社出版 1988.4
- 『秀吉の悲劇：抹殺された豊臣家の栄華』（PHP文庫、1989年8月）
- 『秀吉・英雄伝説の軌跡：知られざる裏面史』（六興出版（ロッコウブックス）、1991年6月） 
  - 『秀吉英雄伝説の謎：日吉丸から豊太閤へ 』（改題、中公文庫、1997年4月、ISBN 4122028426）
- 『高台寺』 水野克比古写真、高台寺 1994.3
- 『北政所：秀吉歿後の波瀾の半生』（中公新書、1994年7月、ISBN 412101197X）
- 『太閤秀吉の秘仏伝説：京都・高台寺の謎を解く』 洋泉社 1998.6
- 『秀吉の京をゆく』（淡交社 （新撰京の魅力）2001年9月）
- 『京都・戦国武将の寺をゆく』 サンライズ出版 2007.3
- 『京都・近江戦国時代をゆく』 淡交社 2008.3
- 『続・京都・戦国武将の寺をゆく』 サンライズ出版 2009.4